# فرانتیشک پیر
فرانتیشک پیر (چکی: František Peyr; ۵ اوت ۱۸۹۶ – ۲۶ نوامبر ۱۹۵۵) بازیکن فوتبال اهل چکسلواکی بود.
از باشگاه‌هایی که در آن بازی کرده‌است می‌توان به باشگاه فوتبال اسپارتا پراگ اشاره کرد.
وی همچنین در تیم ملی فوتبال چکسلواکی بازی کرده‌است.